# Castro (Bergame)
Pour les articles homonymes, voir Castro.
Castro est une commune italienne de la province de Bergame en Lombardie.

## Géographie
Siruée sur la rive du lac d'Iseo au nord de la plaine du Pô, dans les Alpes Italiennes.

## Administration
| Période                                  | Période  | Identité              | Étiquette | Qualité |
| ---------------------------------------- | -------- | --------------------- | --------- | ------- |
| 14 juin 2004                             | En cours | Mariano Luigi Foresti |           |         |
| Les données manquantes sont à compléter. |          |                       |           |         |

### Communes limitrophes
Lovere, Pianico, Pisogne (BS), Solto Collina